# Dona Ivone Lara
Yvonne Lara da Costa, más conocida como Dona Ivone Lara (Río de Janeiro, 13 de abril de 1921-Río de Janeiro, 16 de abril de 2018), fue una cantante y compositora brasileña. En 1965 se transformó en la primera mujer en ser parte del ala de compositores de una escuela de samba en Brasil, por lo que «fue la primera mujer en enfrentar y vencer el precepto «machista» en estas instituciones.

## Vida y obra
Titulada de enfermera con una especialización en terapia ocupacional, fue una trabajadora social antes de retirarse en 1977; durante su carrera profesional, trabajó en hospitales psiquiátricos, donde conocería a la reconocida especialista Nise da Silveira.
Quedó huérfana de padre a la edad de tres años, mientras que a los doce fallece su madre; así, fue criada por sus tíos. Aprendió a tocar el ukelele con su tío Dionísio Bento da Silva y conoció el samba junto a su primo Mestre Fuleiro; tomó clases de canto con Lucília Villa-Lobos y recibió elogios del marido de ésta, Heitor Villa-Lobos.
Casada a los 25 años con Oscar Costa, hijo de Alfredo Costa, presidente de la escuela de samba Prazer da Serrinha, donde conoció a algunos compositores que colaborarían en algunas de sus composiciones, como Mano Décio da Viola y Silas de Oliveira. Compuso el samba Nasci para sofrer, que se convirtió en el himno de la escuela. Con la fundación de GRES Império Serrano en 1947, pasó a desfilar en la ala de baianas. También compuso Não me perguntes, aunque su consagración se produjo en 1965 con Os cinco bailes da história do Rio cuando se convirtió en la primera mujer en conformar la de compositores dentro de una escuela de samba.
Retirada en 1977, se ha dedicado exclusivamente a su carrera artística. De los artistas que han grabado sus composiciones destacan Clara Nunes, Roberto Ribeiro, Maria Bethânia, Caetano Veloso, Gilberto Gil, Paula Toller, Paulinho da Viola, Beth Carvalho, Mariene de Castro, Roberta Sá, Marisa Monte y Dorina.
A principios de la década de 1980 participó del Proyecto Pixinguinha junto a Leci Brandão y Gisa Nogueira. En 2008, Dona Ivone interpretó la canción Mas Quem Disse Que Eu Te Esqueço del proyecto Samba Social Clube. La canción fue incluida al año siguiente en un recopilatorio con las mejores actuaciones del proyecto. 
En 2010 fue homenajeada por el Prêmio de Música Brasileira, mientras que en 2012, recibió el mismo reconocimiento del GRES Império Serrano, el Grupo de acceso, con el lema «Dona Ivone Lara: O enredo do meu samba».

## Discografía
- 1970 - Sambão 70.
- 1972 - Quem samba fica?.
- 1974 - Samba minha verdade, minha raiz.
- 1979 - Sorriso de criança.
- 1980 - Serra dos meus sonhos dourados.
- 1981 - Sorriso negro.
- 1982 - Alegria minha gente.
- 1985 - Ivone Lara.
- 1986 - Arte do encontro (con Jovelina Pérola Negra).
- 1998 -  Bodas de ouro.
- 1999 - Um natal de samba (con Délcio Carvalho).
- 2001 - Nasci para sonhar e cantar.
- 2004 - Sempre a cantar (con Toque de Prima).
- 2009 - Canto de Rainha (DVD).
- 2010 - Bodas de Coral (con Délcio de Carvalho).
- 2010 - Nas escritas da vida (con Bruno Castro).